# یاربلاغی
یاربلاغی یکی از روستاهای استان آذربایجان شرقی است که در دهستان چاراویماق شرقی بخش شادیان شهرستان چاراویماق واقع شده‌است.جمعیت این روستا بالغ بر ۳۰۰ نفر میباشد که در فصل های بهار و تابستان به ۴۰۰ نفر هم میرسد.

## شغل
شغل بیشتر اهالی دامداری و کشاورزی میباشد.